# Бебень-Олтецу
Бебень-Олтецу, Бебені-Олтецу (рум. Băbeni-Oltețu) — село у повіті Вилча в Румунії. Входить до складу комуни Дікулешть.
Село розташоване на відстані 169 км на захід від Бухареста, 62 км на південний захід від Римніку-Вилчі, 34 км на північ від Крайови.

## Населення
За даними перепису населення 2002 року у селі проживали 1015 осіб, з них 1013 осіб (99,8%) румунів. Рідною мовою 1014 осіб (99,9%) назвали румунську.